# فرانك كينغ (لاعب كريكت)
فرانك كينغ (6 أبريل 1911 في المملكة المتحدة - 1 نوفمبر 1996 في المملكة المتحدة) (بالإنجليزية: Frank King)‏ هو لاعب كريكت بريطاني (وحمل سابقاً جنسية المملكة المتحدة لبريطانيا العظمى وأيرلندا). لعب مع Dorset County Cricket Club ‏ ونادي جامعة كامبريدج للكريكيت ‏.

## وصلات خارجية
- فرانك كينغ على موقع إي آس بي آن كريك إنفو (الإنجليزية)